# Amblyopsidae
El pez ciego o pez cavernario por su traducción al español de cavefishes (comúnmente: blindfishes, swampfishes) son de la familia de los ambliópsidos (Amblyopsidae) de peces que se encuentran en las cuevas y se han adaptado a la vida en la oscuridad, carecen de pigmentación en los ojos, generando un color pálido o blanquecino. ellos se encuentran en el sur y el este de los Estados Unidos, aunque también es frecuente encontrarlos en otros lugares. Hay alrededor de 80 variedades conocidas de peces cueva. 
Los peces cueva son generalmente pequeños, de hasta 11 cm de longitud. La mayoría no tienen aletas pélvicas. Sólo tres especies de peces cueva han perdido los ojos por completo, pero varios son totalmente ciegos. La mayoría de los peces cueva tienen poco o ningún pigmento en la piel. Estas características son un ejemplo de evolución regresiva. 
Los peces cueva sólo pueden ser encontrados en las cuevas que poseen arroyos corriendo en ellas; una cueva sin entradas de aire (como Blanchard Springs Caverns en Arkansas) no tendrá peces cueva. Se cree que han evolucionado por encima de sus homólogos. 

## Géneros y especies
La familia incluye siete especies en cinco géneros:
- Género Amblyopsis:
  - Amblyopsis hoosieri Niemiller, Prejean y Chakrabarty, 2014
  - Amblyopsis rosae (Eigenmann, 1898)
  - Amblyopsis spelaea DeKay, 1842
- Género Chologaster:
  - Chologaster cornuta Agassiz, 1853
- Género Forbesichthys:
  - Forbesichthys agassizii (Putnam, 1872)
- Género Speoplatyrhinus:
  - Speoplatyrhinus poulsoni Cooper y Kuehne, 1974
- Género Typhlichthys:
  - Typhlichthys subterraneus Girard, 1859